# Menstruační vložka

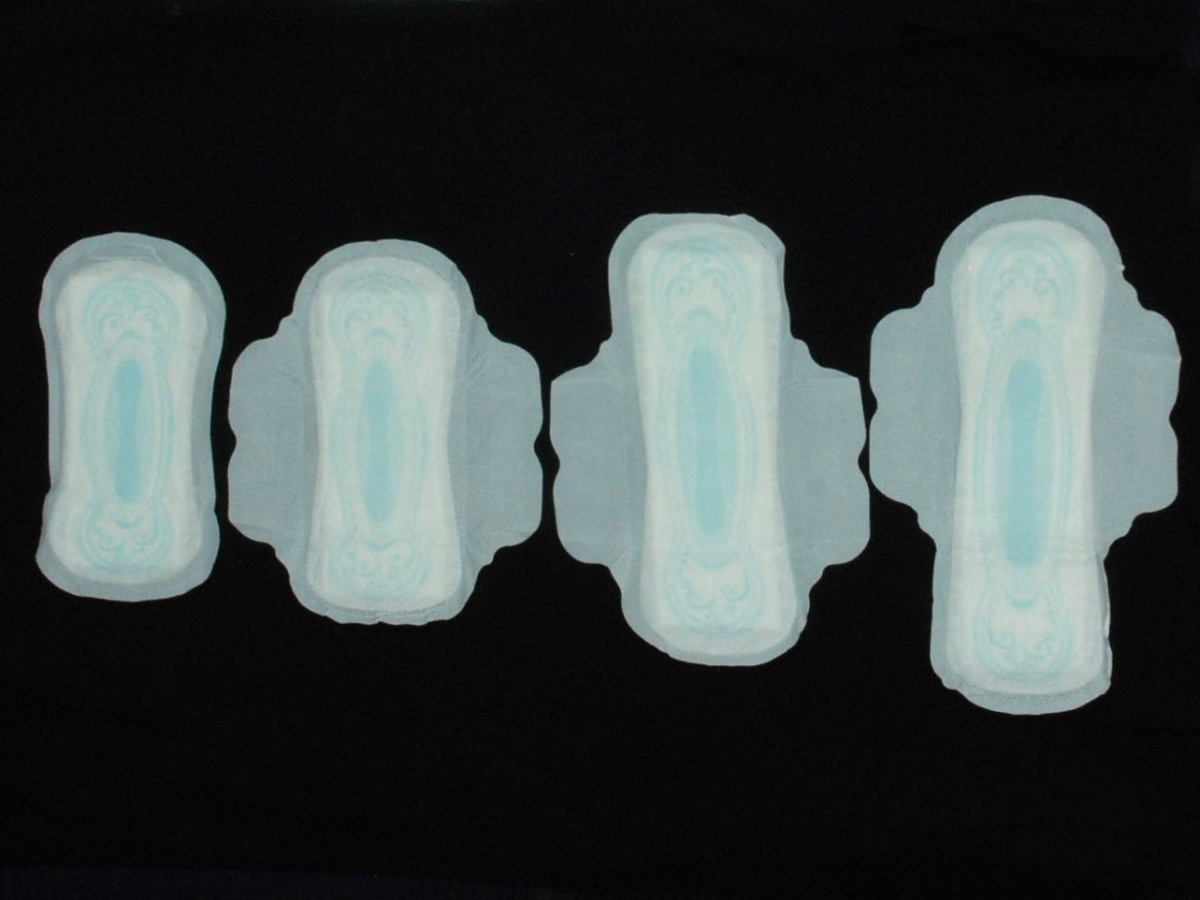
Jednorázové menstruační vložky – zleva doprava: vložka bez křidélek, vložky s křidélky: Normal, Super a Night

Menstruační vložka či dámská hygienická vložka je hygienická pomůcka určená pro ženy, která slouží k zachycování krve při menstruaci nebo během šestinedělí. V současnosti jsou v západním světě nejčastěji používané menstruační vložky jednorázové, nicméně jsou k dispozici i látkové, pratelné vložky pro vícenásobné použití.

## Historie

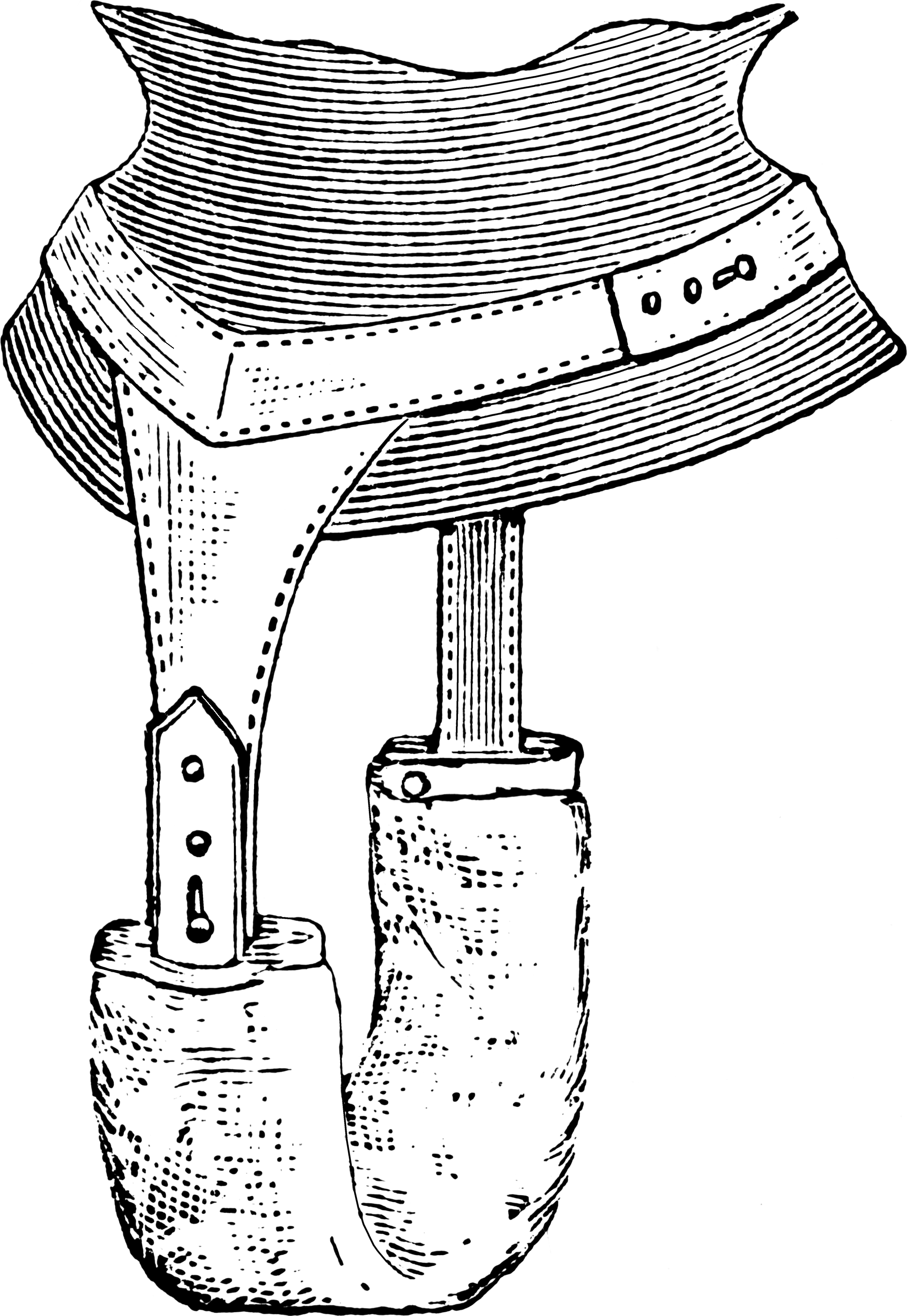
Dámská vložka v roce 1905

Různé formy vložek k absorpci menstruační krve se používaly již od pradávna. Jednalo se o nejrůznější savé materiály, včetně mechu, suché trávy, papyru či zvířecích kožešin. Nakonec se nejvíce osvědčily kusy látky, které se po použití praly. Vložky byly k tělu připevňovány různými způsoby: pásy či popruhy, spodní prádlo tak, jak je známe dnes, začaly ženy v Západním světě nosit až v 19. století. Ve středověku ženy z vyšších vrstev nosily kožené menstruační pásy, v Českých zemích ženy během menstruace používaly pro tento účel šité košile s rozparky na bocích, kdy žena protáhla spodní části látky mezi nohama a cípy svázala k sobě. Po vynálezu zavíracího špendlíku byla košile spínána jimi.
Vynálezcem menstruační vložky je německý porodník Franz Crede, stalo se tak v roce 1884. Ještě na přelomu 19. a 20. století byly vložky luxusním zbožím, od 20. let se začaly již vyrábět průmyslově. Od roku 1930 byly k dispozici textilní vložky s páskem na knoflík. V roce 1950 již byly dámské vložky běžně k dispozici, ale jejich kvalita byla v porovnání se současností velmi nízká: snadno propouštěly krev a nosily se v kalhotkách vyplněných igelitem. V 60. letech 20. století se začaly na trhu objevovat vložky na jedno použití, které již byly vybaveny neklouzavým gumovým pásem k uchycení ke spodnímu prádlu.
Protože menstruační vložky na jedno použití vznikly ve Spojených státech, do Česka pronikal tento vynález poměrně pomalu. K dispozici byly vložky vatové, složené z vrstev tuhé vaty v síťce, bez jakéhokoliv lepivého uchycení ke kalhotkám, první vložky s lepicím proužkem se začaly vyrábět v 70. letech 20. století.
Na konci 80. let byly v tehdejší ČSSR menstruační vložky nedostatkovým zbožím.

## Současná menstruační jednorázová vložka

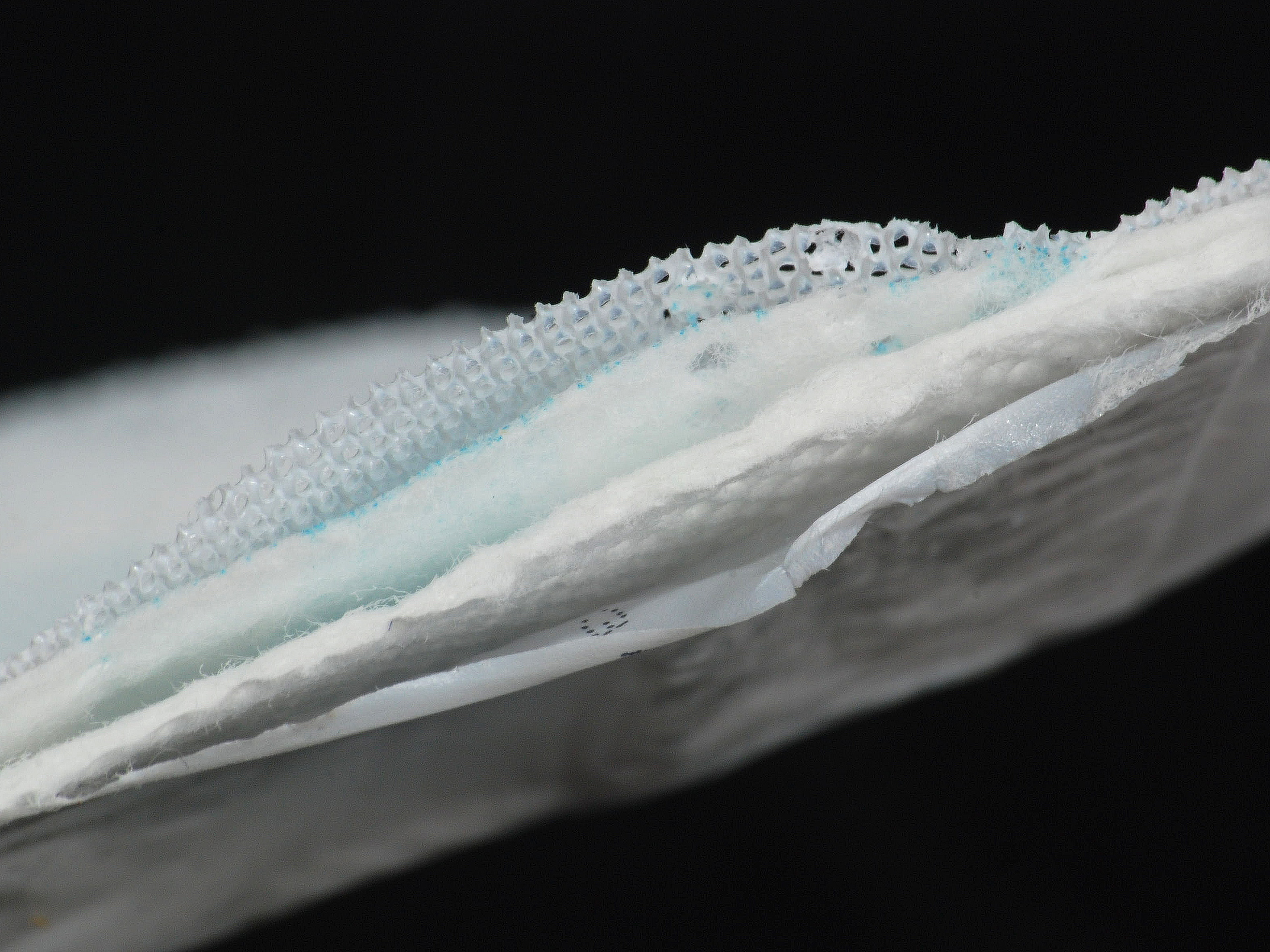
Menstruační vložka na řezu

Od 90. let 20. století se jádro dámské vložky vyrábí z rozmělněného papíru, často běleného, někdy s přídavkem savé směsi gelů. Jádro je pokryté vatovanou bavlnou, spodní část vložky je tvořena nepropustnou fólií a opatřena lepicím proužkem či proužky. Pro větší pohodlí a bezpečnost bývají některé typy vložek opatřeny křidélky, které se přehnou přes okraj kalhotek a brání bočnímu posunu vložky.
Menstruační vložka se vkládá do kalhotek a je tedy nošena vně ženského těla, na rozdíl od tamponů nebo menstruačního kalíšku. Obecně je životnost jedné vložky průměrně 6 hodin, i když může vydržet 4 až 8 hodin v závislosti na absorpčních schopnostech vložky a síle menstruace nositelky. Po použití se vyhazují.
Jednorázových vložek existuje více typů:
- slipové vložky jsou nejmenší a nejtenčí a používají se při slabém krvavém výtoku nebo zároveň při použití tamponů.
- vložky normal jsou vložky se střední absorpční schopností a lze je použít po celou dobu menstruace
- vložky s označením Maxi, Super, Extra apod. jsou menstruační vložky, které jsou zvlášť savé a v porovnání s vložkami Normal bývají i delší. Používají se při silném krvácení. Někteří výrobci vyrábí savé vložky určené zvlášť při použití v noci, tzv. noční vložky.

Vložky normal i ty extra savé jsou dostupné ve variantách s křidélky nebo bez, standardní tloušťky nebo ultra tenké.

### Instrukce na použití jednorázových maxi vložek
Jednorázové vložky jsou obvykle baleny jednotlivě a pak seskupeny do balení o 24, 36 nebo 48 kusech.
1. Vybalte vložku z obalu.
2. Sundejte papírovou fólii ze zadní strany vložky (a případné křidélka) pro odkrytí přilnavé strany.
3. Vložku pevně přitlačte na rozkrok kalhotek (střední část, která zakrývá vulvu) vatovanou stranou nahoru.
4. Vyměňujte vložky aspoň jednou za 8 hodin (doporučeno jednou za 4–6 hodin).
5. Použitou vložku zabalte do toaletního papíru nebo do obalu od další vložky a zahoďte ji do nádoby na odpadky (vložky nikdy nesplachujte, mohly by ucpat kanalizaci).

## Fotogalerie

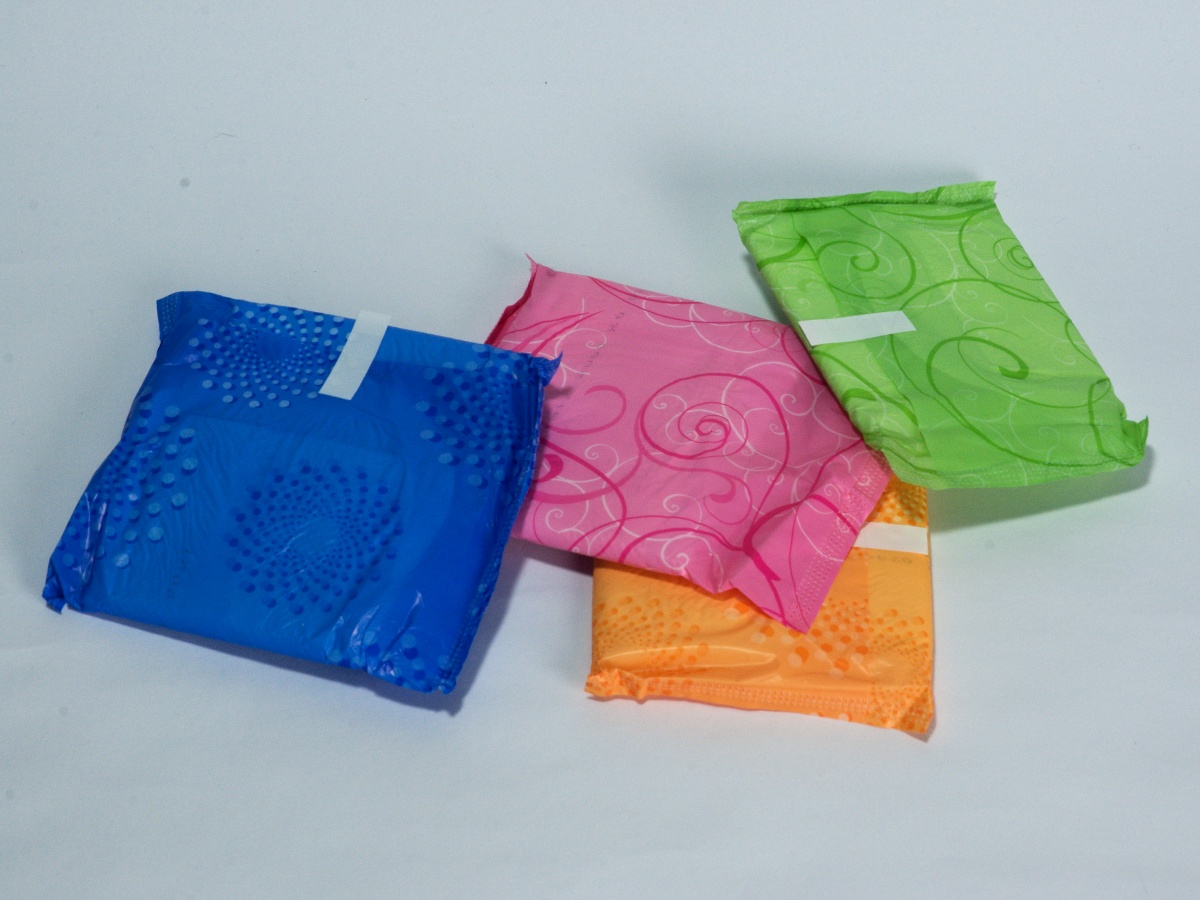
Zabalené jednorázové vložky
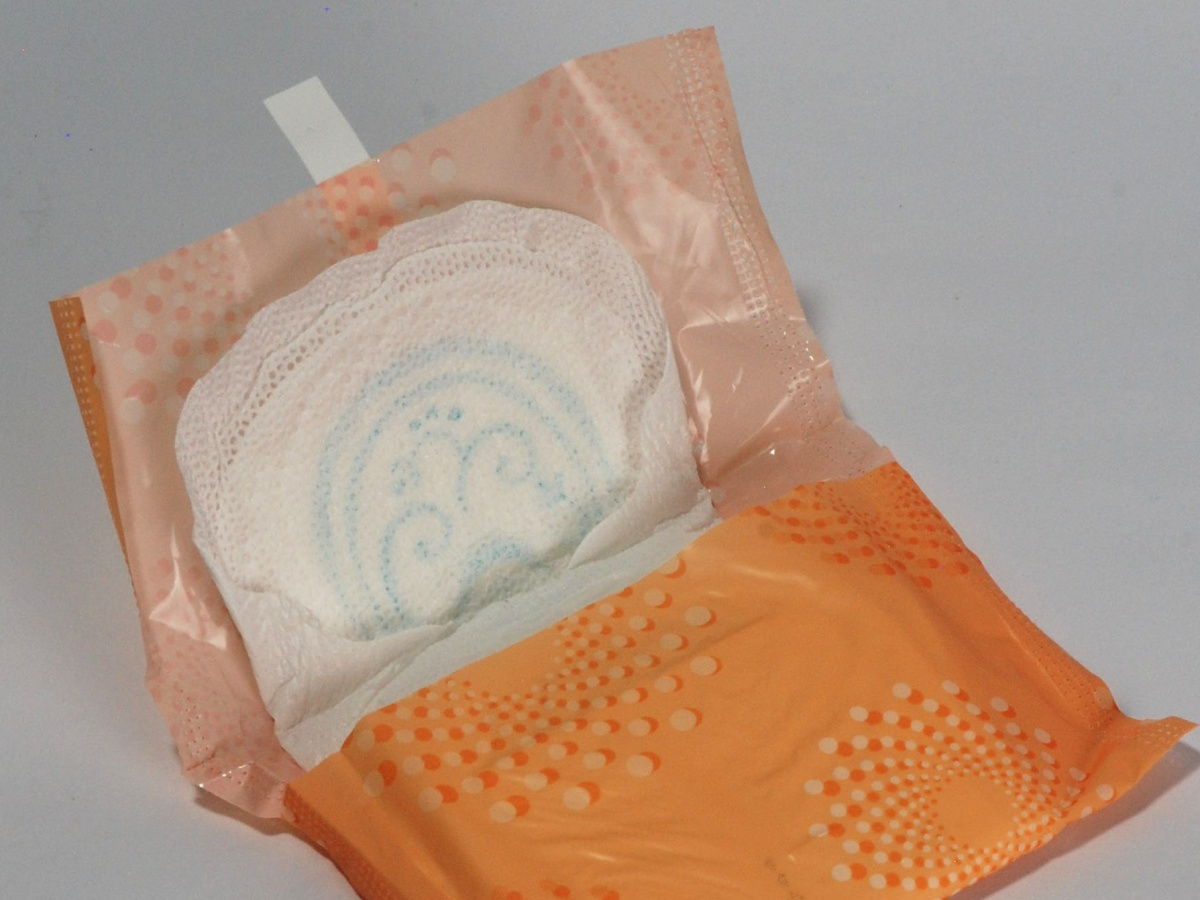
Jednorázová vložka v obalu
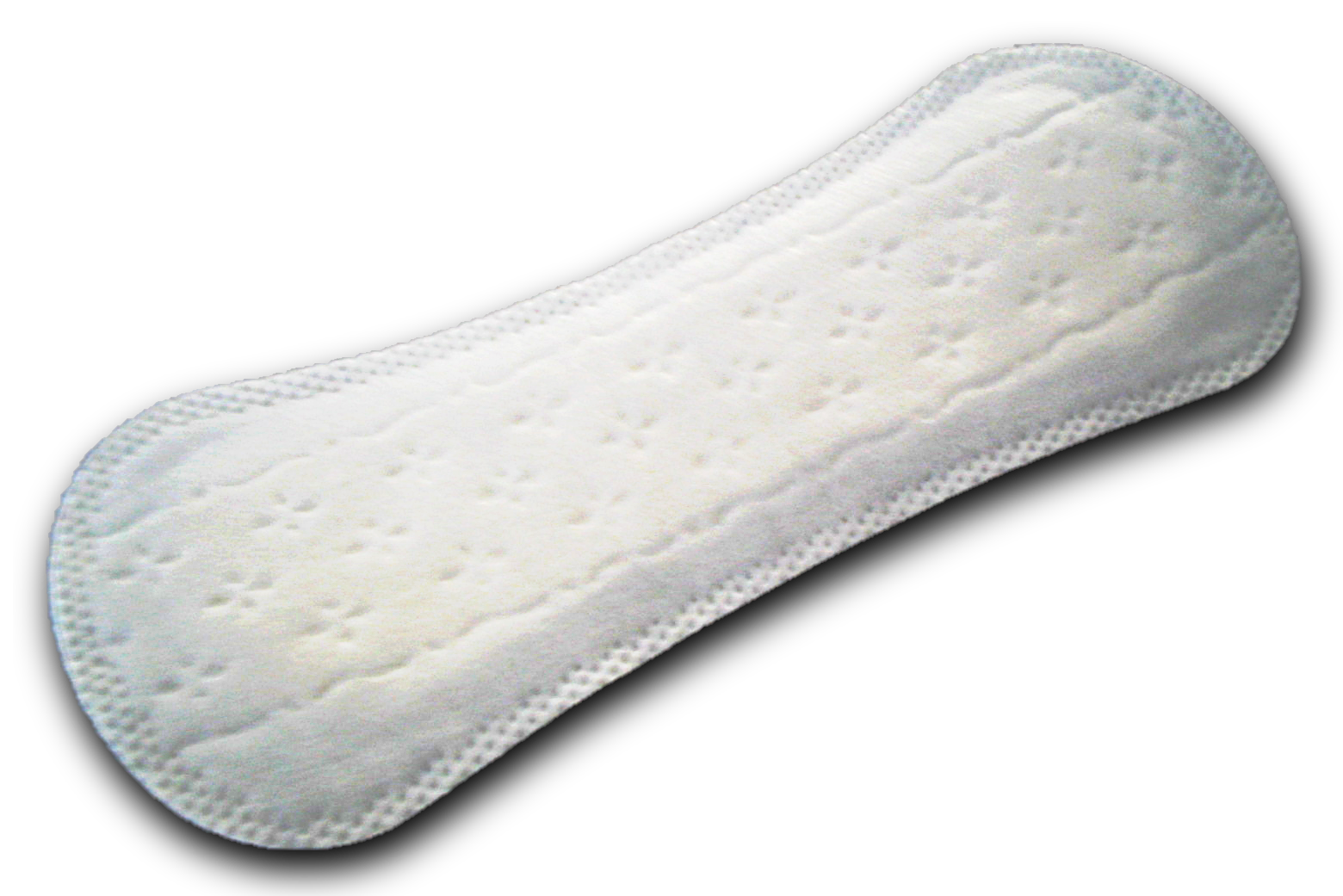
Slipová vložka
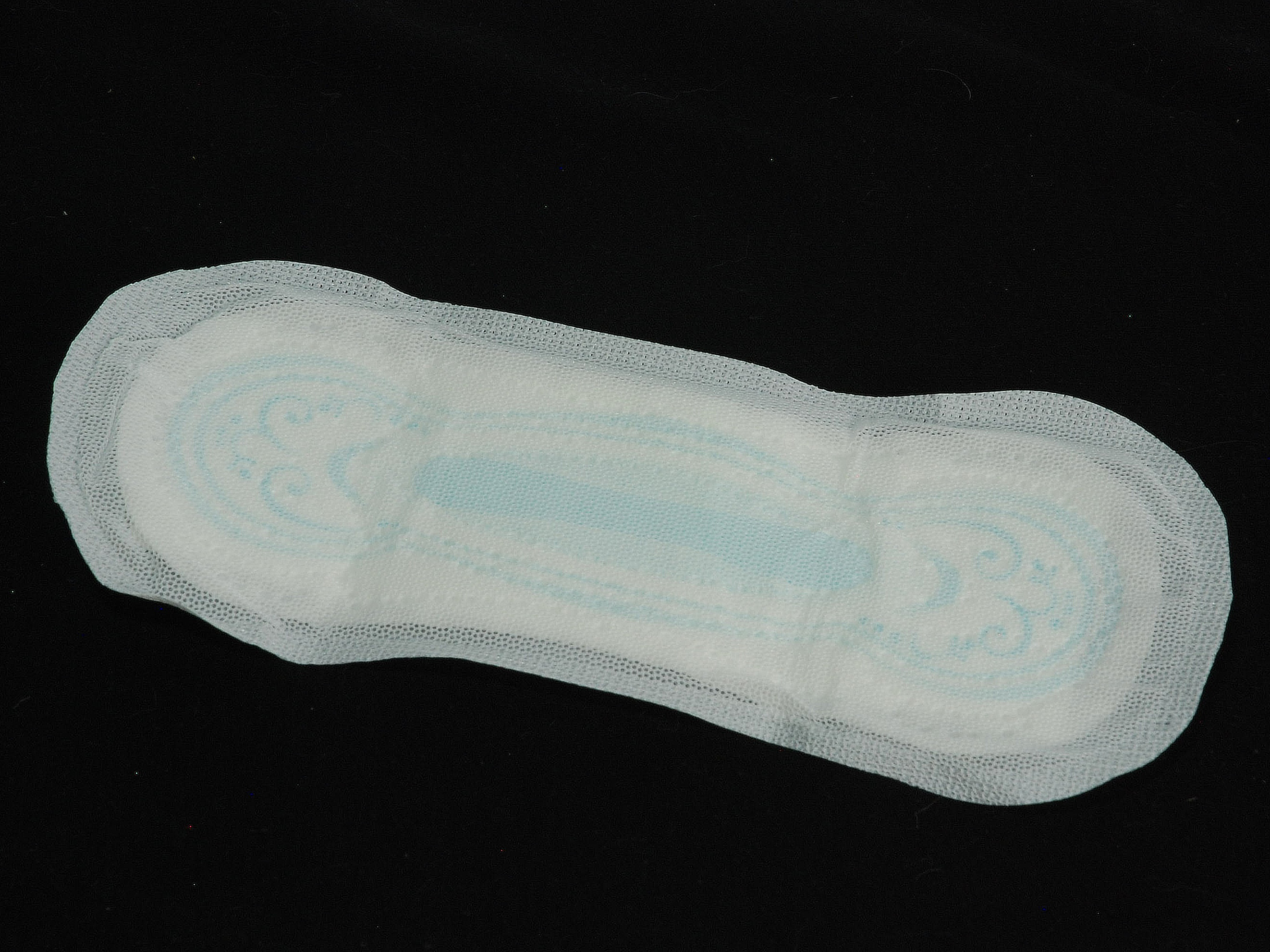
Menstruační vložka
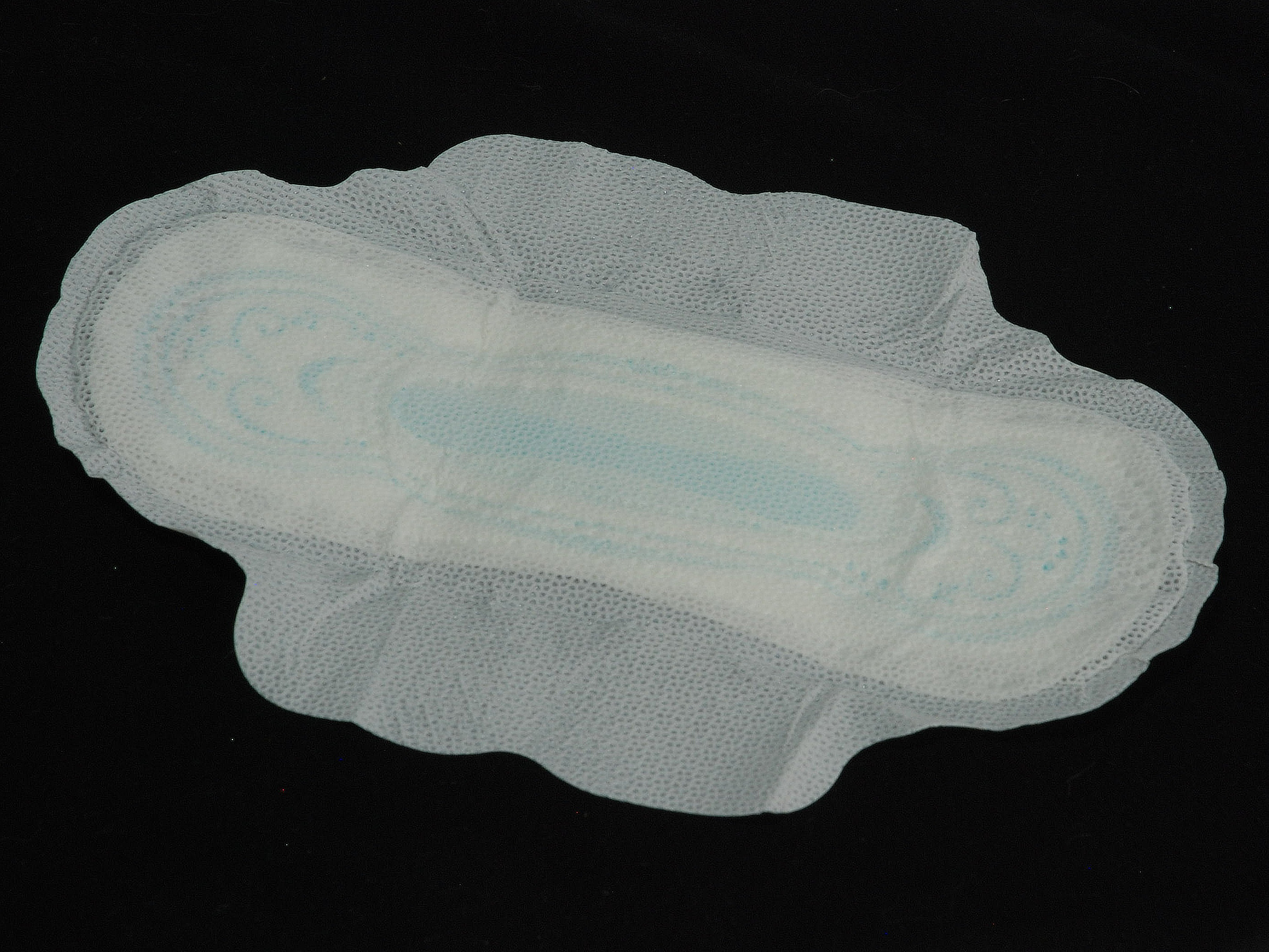
Vložka s křidélky
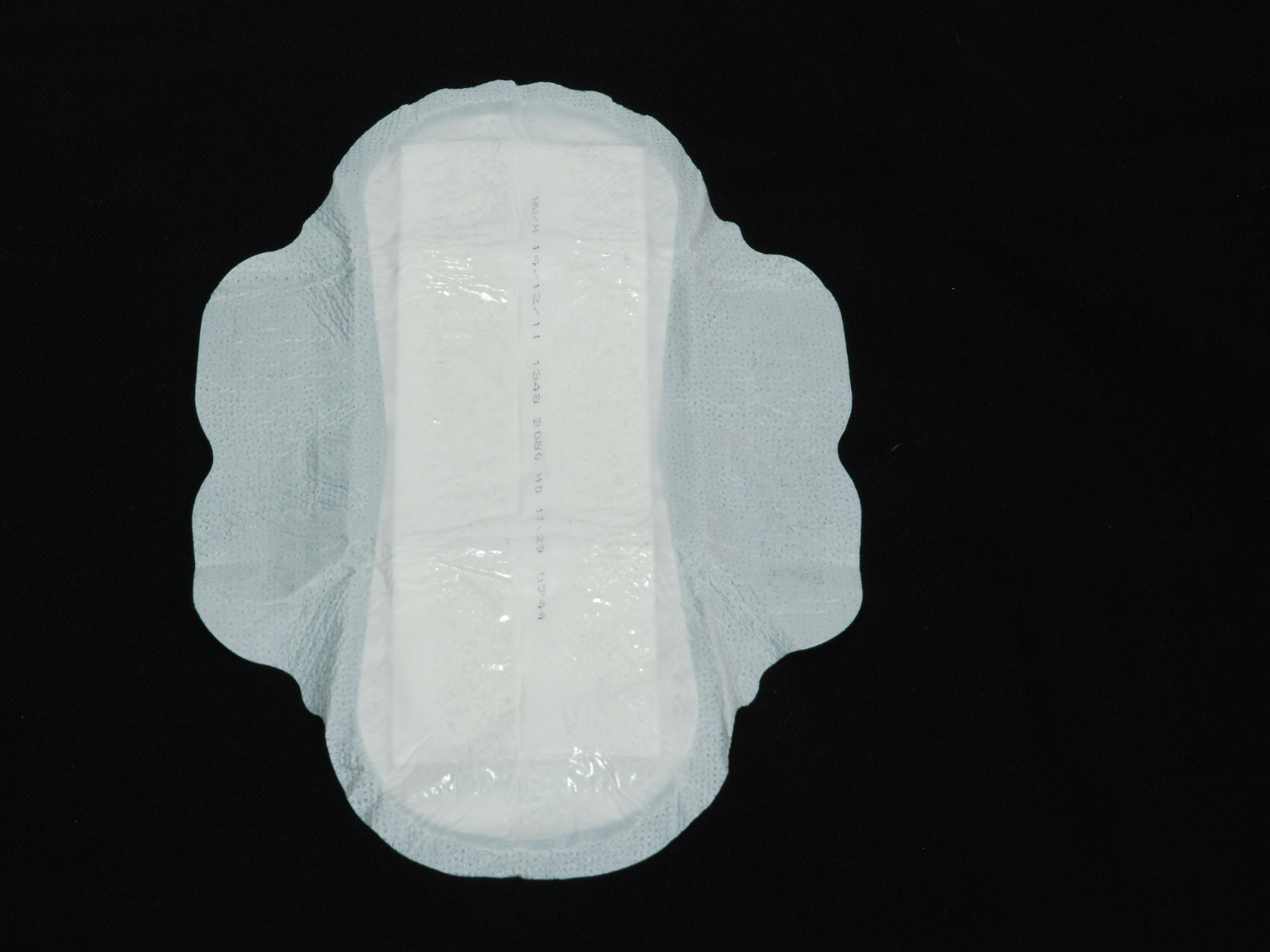
Vložka z rubové strany
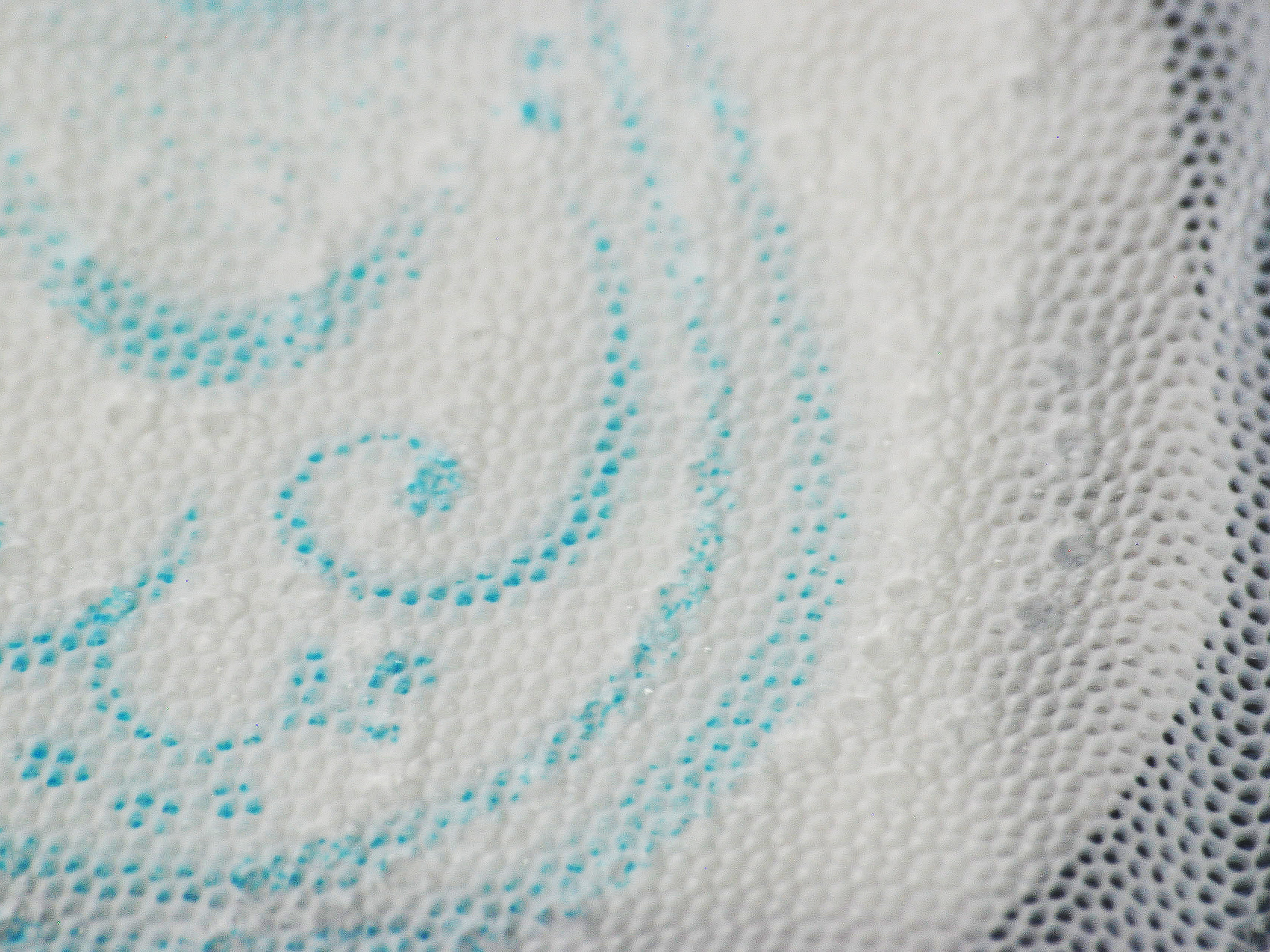
Detail savého povrchu vložky

## Látkové vložky
Ženy mohou používat též pratelné – vícekrát použitelné menstruační vložky, které jsou obvykle vyrobeny z bavlny (flanelu, plyše, froté) nebo vlny). Jsou šetrnější k životnímu prostředí, ke zdraví žen, jelikož neobsahují chemické látky, které mohou způsobovat bolest či alergii, a příjemně se nosí. Pro některé ženy může být nevýhoda manipulace s použitými vložkami a jejich praní. Existují speciální nepropustné sáčky, které tuto manipulaci usnadňují.

## Použití
Menstruační vložky jsou nejpoužívanější hygienickou pomůckou během menstruace. Nedají se ale použít při plavání a i při jiných sportech může být vhodnější ochrana v podobě tamponů.